# HD 102910
HD 102910，又名BD+13 2465，SAO 99827、HR 4543，是一颗恒星，视星等为6.35，位于銀經256.3，銀緯69.47，其B1900.0坐标为赤經11h 45m 47.4s，赤緯+12° 69.47′ 3″。